# Аллу, Эдуард
Эдуард Аллу (фр. Édouard Allou; 6 марта 1820[…], Лимож — 13 июля 1888, Нёйи-сюр-Сен) — французский адвокат и политик.

## Биография
Эдуард Аллу родился 6 марта 1820 года в городе Лиможе.
Посещал лицей Кондорсе в столице Франции Париже, затем изучал право и скоро отличился в качестве адвоката своим красноречием. 
Аллу защищал Прудона, финансиста Мирэ, герцога Брауншвейгского (против госпожи Сиври), Эмиля де Жирардэна, которого министерство привлекло к суду за его статьи: в «Presse» (1866—67), Гамбетту, которого правительство 16 марта 1877 года обвинило за высказанную им в Лилле формулу «Se soumettre ou se démettre», и других. 
В 1882 году Эдуард Аллу был назначен несменяемым сенатором и занял место в левом центре. Он был противником исключительного закона в отношении принцев Орлеанских (19 февраля 1883), законопроекта против несменяемости магистратуры (июль 1883) и закона о разводе (май 1884).
Эдуард Аллу скончался в 1888 году.